# 毛柄木犀
毛柄木犀（学名：Osmanthus pubipedicellatus）为木犀科木犀属下的一个种。